# Cacatua
Cacatua är ett släkte i papegojfamiljen kakaduor. Det omfattar 13 arter med utbredning från Sulawesi och Filippinerna till Australien:
- Inkakakadua (Cacatua leadbeateri)
- Filippinkakadua (Cacatua haematuropygia)
- Tanimbarkakadua (Cacatua goffiniana)
- Salomonkakadua (Cacatua ducorpsi)
- Västaustralisk kakadua (Cacatua pastinator)
- Barögd kakadua (Cacatua sanguinea)
- Långnäbbad kakadua (Cacatua tenuirostris)
- Vittofskakadua (Cacatua alba)
- Blåögd kakadua (Cacatua ophthalmica)
- Seramkakadua (Cacatua moluccensis)
- Gulkindad kakadua (Cacatua sulphurea)
- Sumbakakadua (Cacatua citrinocristata) – nyligen urskild art
- Gultofskakadua (Cacatua galerita)